# Point of View (Band)
Point of View (abgekürzt POV) ist eine deutsche Elektropop-Formation.

## Geschichte
Point of View wurde 1993 von den Mitgliedern Patrick Ingwer, einst bekannt unter dem Pseudonym Patric Gray, und Mike Wilder gegründet. Mike Wilder verließ die Band 1999 und Dirk Wellborn trat unmittelbar in die Band ein. Neustes, drittes Mitglied ist Matthias Blanke, der 2005 der Band beitrat. 2006 wurde das bandeigene Musiklabel Macchiato Records gegründet. Als erstes Album unter diesem Label kam am 5. November 2007 das Album popmusik heraus.

## Diskografie
Alben
- 1996: it cannot be (MCD)
- 1997: o.n.e. (CD, Visage Records / SPV)
- 1998: events (CD, Frame Records / NovaTEKK)
- 1999: despair & delight (CD, Frame Records / NovaTEKK)
- 2000: burning heaven (MCD, Synthphony Records, nur USA)
- 2007: popmusik (CD, Macchiato Records)

Musikvideos
- 2006: somebody (von Album popmusik)
- 2007: catch me when I'm falling (von Album popmusik)
- 2007: into my arms (von Album popmusik)